# 16 a. C.
El año 16 a. C. fue un año común comenzado en lunes, martes o miércoles, o un año bisiesto comenzado en lunes (las fuentes difieren) del calendario juliano. También fue un año común comenzado en domingo del calendario juliano proléptico. En aquella época, era conocido como el Año del consulado de Ahenobarbus y Scipio (o menos frecuentemente, año 738 Ab urbe condita).

## Acontecimientos

### Hispania
- Inauguración del Teatro Romano de Mérida.

### Roma
- Lucio Domicio Enobarbo y Publio Cornelio Escipión son cónsules romanos.
- Se incorpora Nórico al Imperio Romano.
- Augusto reorganiza las provincias germanas, fundando como capital la ciudad de Tréveris, con el nombre de Augusta Treverorum.
- El legado romano Marco Lolio es derrotado por una horda germánica.
- Comienza la conquista de las tribus alpinas, que se concluye al año siguiente.